# Луиза Улрика фон Хесен-Хомбург
Луиза Улрика фон Хесен-Хомбург (на немски: Luise Ulrike von Hessen-Homburg; * 26 октомври 1772, Хомбург; † 18 септември 1854, Рудолщат) е принцеса от Хесен-Хомбург и чрез женитба принцеса на Княжество Шварцбург-Рудолщат.

## Произход
Тя е дъщеря на ландграф Фридрих V Лудвиг фон Хесен-Хомбург (1748 – 1820) и съпругата му принцеса Каролина фон Хесен-Дармщат (1746 – 1821), дъщеря на ландграф Лудвиг IX фон Хесен-Дармщат и Хенриета Каролина.

## Фамилия
Луиза Улрика се омъжва на 19 април (или юли) 1793 г. в Хомбург за принц Карл Гюнтер фон Шварцбург-Рудолщат (23 август 1771 – 4 февруари 1825) от фамилията Шварцбург, по-малък брат на княз Лудвиг Фридрих II фон Шварцбург-Рудолщат, съпруг от 1791 г. на по-голямата ѝ сестра Каролина фон Хесен-Хомбург. Те имат децата:
- Фридрих (*/† 6 октомври 1798, Рудолщат)
- Лудвиг Хайнрих Теодор (* 9 май 1800, Рудолщат; † 20 юли1800, Рудолщат)
- Франц Фридрих Карл Адолф (* 27 септември 1801, Рудолщат; † 1 юли 1875, Рудолщат), фелдмаршал-лейтенант, женен на 27 септември 1847 г. във Валденбург за принцеса Матилда фон Шьонбург-Валденбург (* 18 ноември 1826, Валденбург; † 22 март 1914, Рудолщат), дъщеря на 2. княз Ото Виктор I фон Шьонбург и принцеса Текла фон Шварцбург-Рудолщат
- Каролина Августа Луиза Амалия (* 4 април 1804, Рудолщат; † 14 януари 1829, Рудолщат), омъжена на 6 август 1825 г. за принц Георг фон Анхалт-Десау (* 21 февруари 1896, Десау; † 16 октомври 1865, Дрезден)
- Вилхелм Фридрих (* 31 май 1806, Рудолщат; † 29 март 1849, Дрезден)
- Каролина Ирена Мария фон Шварцбург-Рудолщат (* 6 април 1809, Рудолщат; † 29 март 1833, Арнщат на 23 години), омъжена на 12 март 1827 г. в Рудолщат за княз Гюнтер Фридрих Карл II фон Шварцбург-Зондерсхаузен (* 24 септември 1801; † 15 септември 1889)